# Peglio, Lombardia
Peglio este o comună din provincia Como, Italia. În 2011 avea o populație de 187 de locuitori.

## Demografie
Peglio (CO) - evoluția demografică

|  | Graficele sunt indisponibile din cauza unor probleme tehnice. Mai multe informații se găsesc la Phabricator și la wiki-ul MediaWiki. |

Date: Recensăminte sau birourile de statistică - grafică realizată de Wikipedia